# محوطه هفت برکه
محوطه هفت برکه در شهرستان مهر، بخش مرکزی، روستای میر حسینی واقع شده و این اثر در تاریخ ۱۰ دی ۱۳۸۱ با شمارهٔ ثبت ۶۷۷۶ به‌عنوان یکی از آثار ملی ایران به ثبت رسیده است.